# 田家榛
田家榛（1983年12月20日—）生于新竹县，是一名台湾女子射击运动员，曾是明新科技大学夜校生。田家榛的父亲是射击教练，她也是受到父亲的影响而喜欢上射击。田家榛15岁时开始接触射击，当时她的父亲并不了解射击运动，在这种情况下，他将田家榛送至中国大陆广东接受训练。
田家榛于2018年年初生下一女，女儿出生后不久她便再次征战赛场，后来参加了当年的亚运以及世锦赛，其中她在世锦赛25米手枪项目上收获第四，这一成绩帮助中华台北队获得2020年东京奥运该项目的席位。
在2020年東京奧運會競賽上，尤其在女子25公尺手槍表現突出，與另一位代表團好手吳佳穎攜手晉級最終決賽圈，儘管無緣首面獎牌，但個人成績排名第八名，該項目成績也僅次於吳佳穎，也寫下個人在夏季奧運上的最佳成績，惟始終未有亮眼性成績展現。

## 外部連結
- 田家榛在ISSF（英语）
- 田家榛在Olympedia（英语）